# Гранівка
Грані́вка — село в Україні, у Козинській сільській громаді Дубенського району Рівненської області.
Населення становить 426 осіб станом на 01.01.2024 р.

## Географія
Село розташоване на правому березі річки Пляшівки.

## Історія
У 1906 році село Крупецької волості Дубенського повіту Волинської губернії. Відстань від повітового міста 33 верст, від волості 12. Дворів 50, мешканців 374.
7 (20) листопада 1917 року, відповідно до Третього Універсалу Української Центральної Ради, увійшло до складу Української Народної Республіки.
З 1939 року по 1941 рік тут знаходилося військове летовище 46 винищувального полку 14 авіадивізії. 
У 1942 р. біля села гітлерівці стратили і закопали понад 1000 мирних людей, головним чином євреїв із Козина і Верби.
12 червня 2020 року, відповідно до розпорядження Кабінету Міністрів України № 722-р від «Про визначення адміністративних центрів та затвердження територій територіальних громад Рівненської області», увійшло до складу Козинської сільської громади Радивилівського району.
19 липня 2020 року, в результаті адміністративно-територіальної реформи та ліквідації Радивилівського району, село увійшло до складу Дубенського району.

## Населення

### Мова
Розподіл населення за рідною мовою за даними перепису 2001 року:
| Мова       | Кількість | Відсоток |
| ---------- | --------- | -------- |
| українська | 495       | 99.8%    |
| російська  | 1         | 0.2%     |
| Усього     | 496       | 100%     |

## Відомі люди
- Мороз Володимир Михайлович — міський голова Рівного (1994—1998), кандидат наук, винахідник.